# Frida Landsort
Helfrida (Frida) Landsort, född 25 november 1864 i Örebro, död 9 maj 1938 i Stockholm, var en svensk skolföreståndare och författare.
Landsort var lärare till yrket och som sådan verksam i Lidköping och Helsingborg. Åren 1908–1925 var hon skolföreståndare  vid Elementarläroverket för flickor i Skövde.
Hon debuterade 1905 med diktsamlingen Rytmer och rim, följt av Utanför hvirfveln 1908.
Frida Landsort är gravsatt på Norra begravningsplatsen utanför Stockholm.